# Agurain
Agurain (spanisch Salvatierra; offiziell Salvatierra/Agurain) ist ein Ort und eine 5.155 Einwohner (Stand: 2024) zählende nordspanische Gemeinde in der Provinz Álava im Baskenland. Der alte Ortskern der an einer von San Sebastián kommenden Nebenstrecke des Jakobswegs (Camino de Santiago) gelegenen Kleinstadt wurde im Jahr 1975 als Kulturgut (Bien de Interés Cultural) in der Kategorie Conjunto histórico-artístico anerkannt.

## Lage und Klima
Agurain/Salvatierra liegt auf dem Südufer des noch jungen Río Zadorra in einer Höhe von ca. 605 m. Nächstgrößere Stadt ist das etwa 27 km (Fahrtstrecke) westlich gelegene Provinzhauptstadt Vitoria-Gasteiz; die navarresische Stadt Pamplona befindet sich etwa 69 km östlich. Das Klima ist gemäßigt bis warm; Regen (ca. 890 mm/Jahr) fällt übers Jahr verteilt.

## Bevölkerungsentwicklung
| Jahr      | 1857  | 1900  | 1950  | 2000  | 2017  |
| Einwohner | 1.588 | 1.393 | 2.296 | 4.014 | 5.025 |

Infolge der durch die Mechanisierung der Landwirtschaft und der Aufgabe bäuerlicher Kleinbetriebe ausgelösten Landflucht stieg die Bevölkerungszahl der Kleinstadt seit dem Ende des 19. Jahrhunderts kontinuierlich immer weiter an. Zur Gemeinde gehören auch die Weiler Alangua, Arrizala, Egileor, Iturrieta und Opakua.

## Wirtschaft
Die Bewohner der Gemeinde lebten jahrhundertelang als Selbstversorger von der Landwirtschaft, bei der die Viehzucht eine wesentliche Rolle spielte. Wegen der zentralen Lage von Agurain/Salvatierra bildeten sich allmählich auch Handwerk, Handel und kleinere Dienstleistungsbetriebe heraus. Heute gibt es ein Gewerbegebiet (polígono industrial) außerhalb der Kleinstadt. Seit den letzten Jahrzehnten des 20. Jahrhunderts ist der Tourismus als Einnahmequelle der Gemeinde hinzugekommen.

## Geschichte

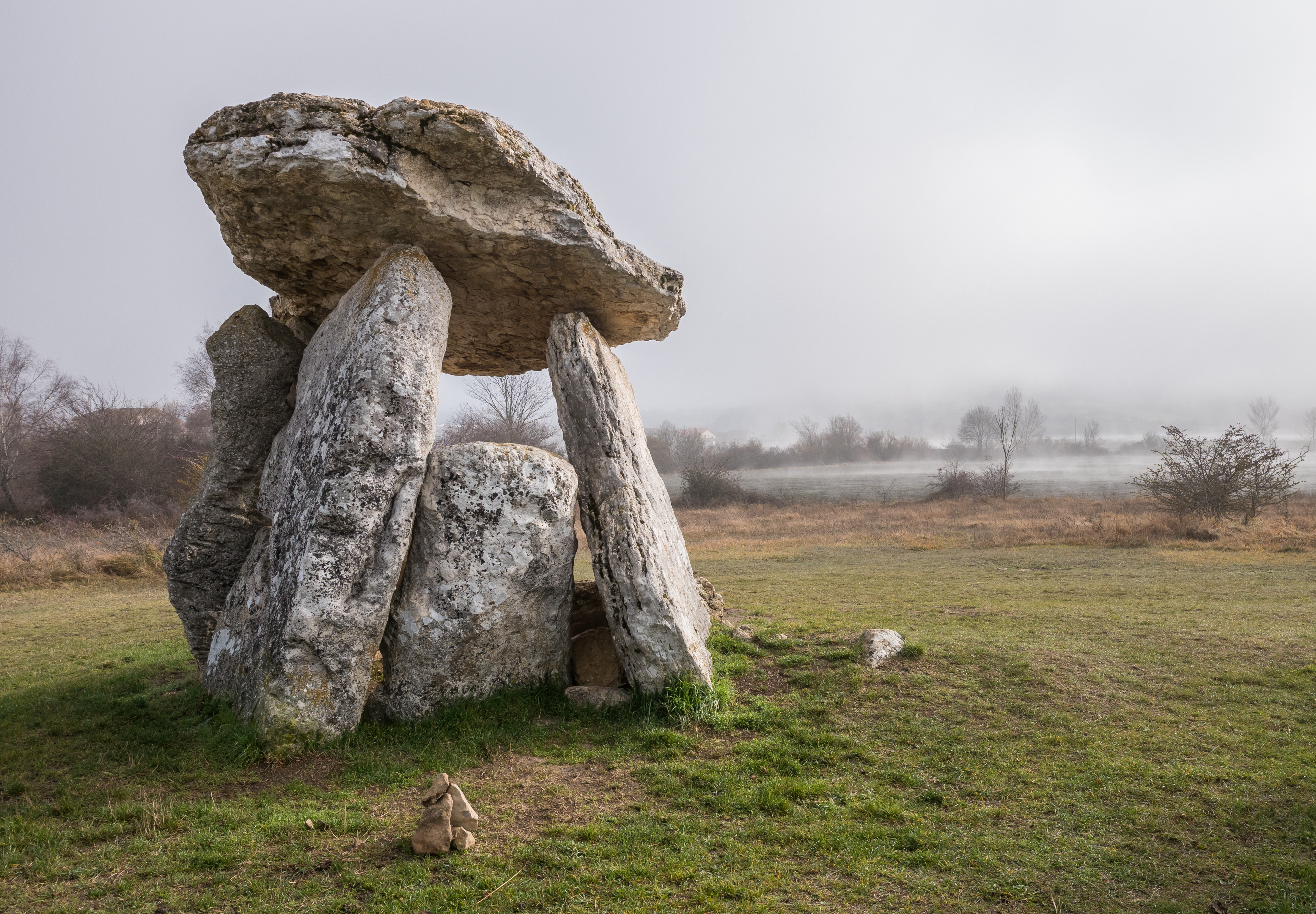
Dolmen von Sorgiñetxe – dt. Hexenhaus

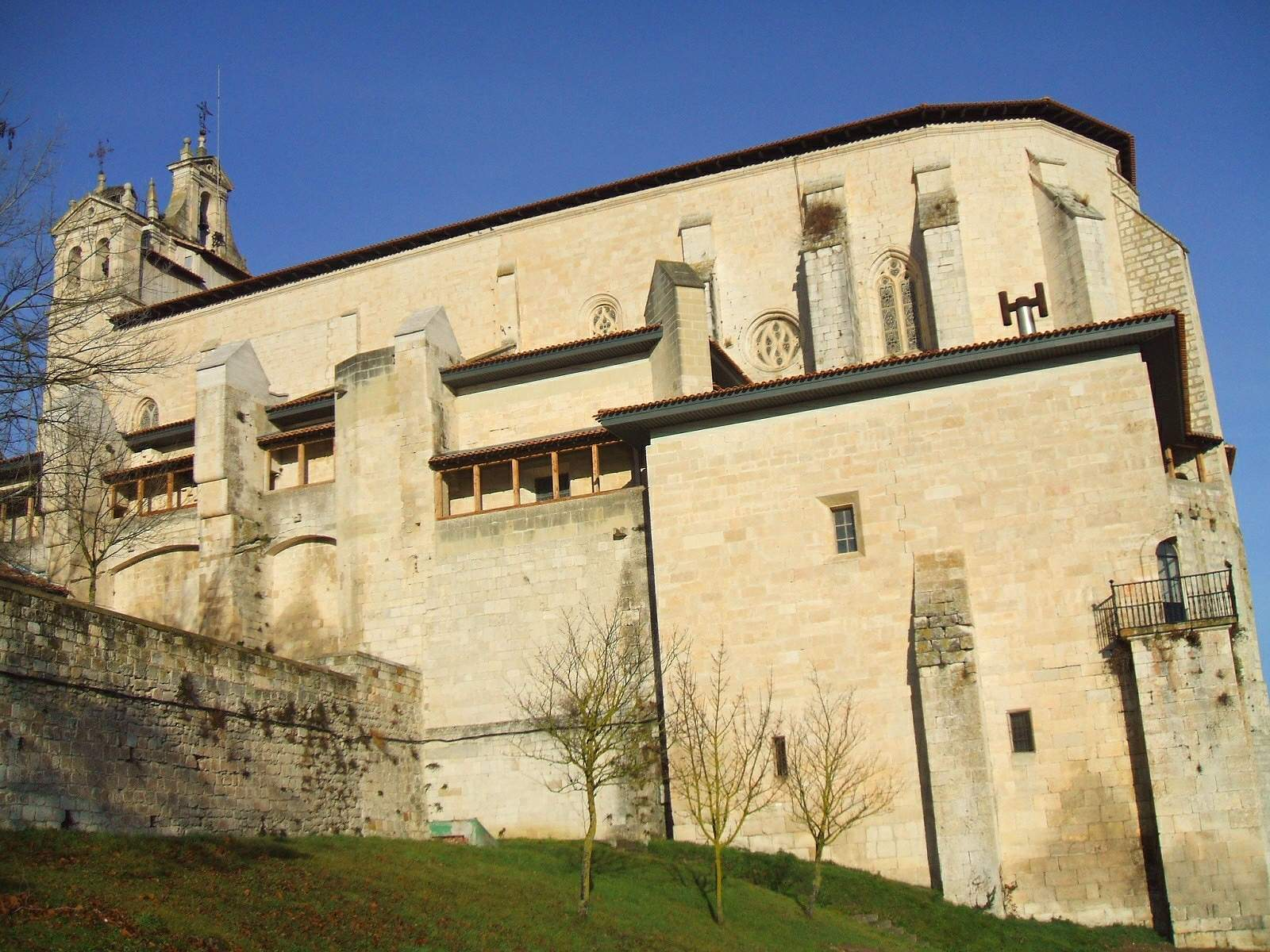
Iglesia Santa María

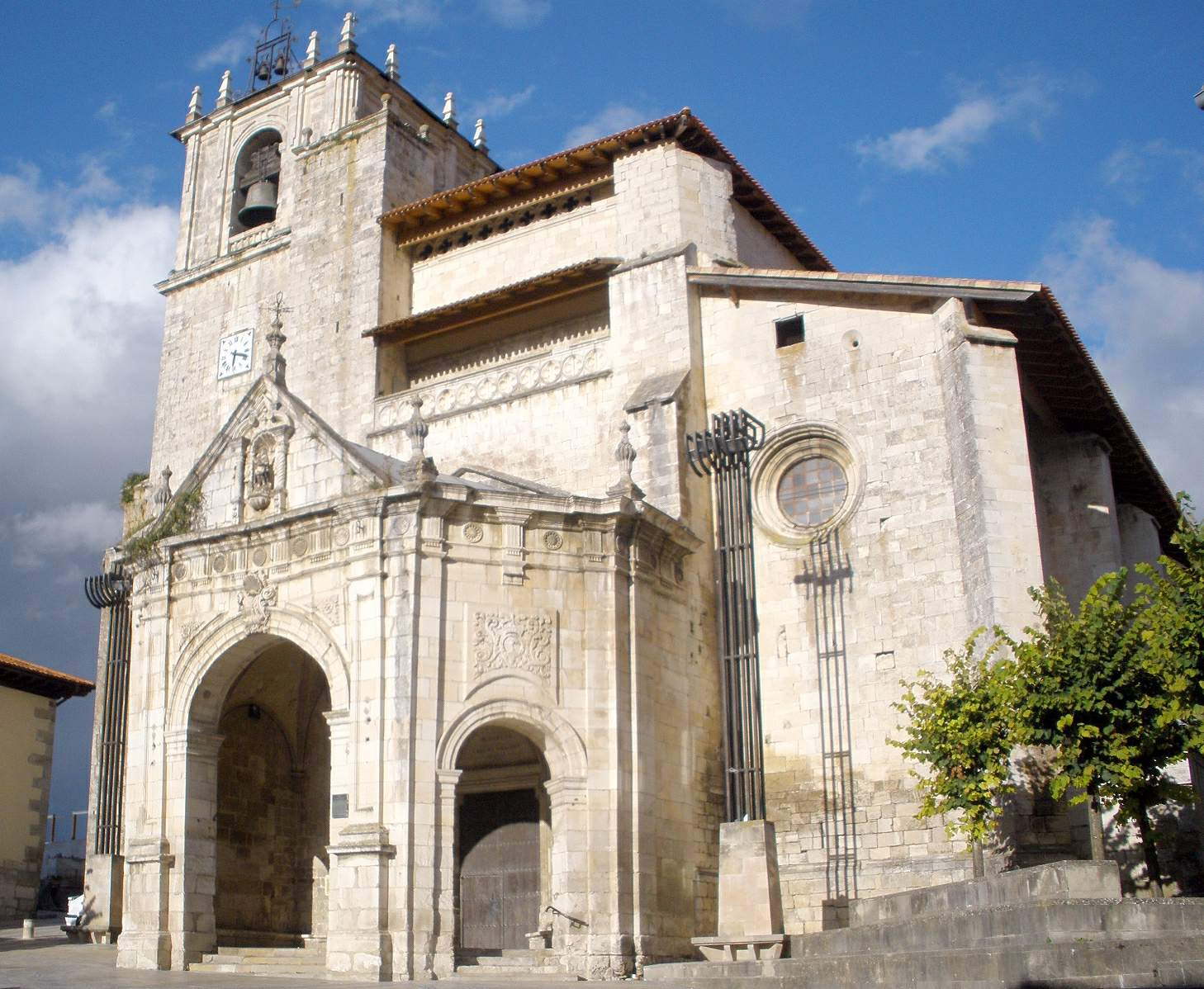
Iglesia San Juan Bautista

Bereits im 4. Jahrtausend v. Chr. entstand der megalithische Dolmen von Sorgiñetxe auf dem Gebiet des Weilers „Arrizala“. 
 Später zogen Jäger und Hirten (Transhumanten) durch das Gebiet.
Eine dauerhafte Ansiedlung wird für die Zeit vor der Ankunft der Römer angenommen, die im 2. und 1. Jahrhundert v. Chr. die Iberische Halbinsel eroberten; die Verbindungsstraße zwischen Asturica Augusta (heute Astorga) und Burdigala (heute Bordeaux) führte durch den Ort. Westgoten und Mauren hinterließen keine archäologisch verwertbaren Spuren, doch gehörte die Region seit dem Jahr 756 zum Emirat von Córdoba. Nach der Rückeroberung (reconquista) im Jahr 824 gehörte das Gebiet zum Königreich Pamplona, aus welchem später das Königreich Navarra hervorging. Alfons VIII. von Kastilien eroberte um das Jahr 1200 den Westen Navarras. Agurain selbst wurde im Jahr 1256 durch König Alfons X. von Kastilien mit Privilegien (fueros) ausgestattet; nebenbei erhielt es den spanischen Namen Salvatierra. In der zweiten Hälfte des 14. Jahrhunderts kam es nochmals für vier Jahre unter navarresische Kontrolle. Im Jahre 1463 war die Gemeinde neben Vitoria, Miranda de Ebro, Pancorbo und Sajazarra eine von fünf Gründungsstädten der Bruderschaft von Álava.

## Sehenswürdigkeiten
- Der ca. 4,5 km südlich des Ortes gelegene Dolmen de Sorginetxe besteht aus mehreren etwa 4 m hohen Orthostaten und einer Deckplatte. Es ist anzunehmen, dass er ehemals von einem Tumulus aus kleineren Steinen bedeckt war.
- Im alten Ortskern finden sich mehrere ehemalige Adelspaläste mit steinernen Wappenschilden.
- Die Kirche Santa María entstand um 1500 im Stil der Spätgotik. Zwischen den seitlichen Strebepfeilern befinden sich mehrere Laufgänge, die den Bau als Wehrkirche charakterisieren; dieser Eindruck wird unterstützt durch die hochaufragenden ungegliederten Mauern und die hochgelegenen Fenster. Das einschiffige Innere birgt ein Altarretabel aus dem Jahr 1530 und eine reich skulptierte Empore.[6]
- Die Kirche San Juan Bautista wurde etwa 100 Jahre später erbaut und zeigt deutliche Stileinflüsse der Renaissance. Beachtenswert ist der polygonal gebrochene Portalvorbau mit einem antikisierenden Fries unterhalb der Dachtraufe und Vasenaufsätzen in den Ecken. Das Innere birgt ebenfalls einen sehenswerten Schnitzaltar mit Tafelbildern aus dem späten 16. Jahrhundert.[7]
- Das Pilgerhospital San Lázaro y Santa María Magdalena wird bereits in einem Dokument des Jahres 1487 erwähnt. Später umgebaut wurde es nach der Verstaatlichung des Kirchenbesitzes (desamortisación) im Jahr 1839 an einen Privatmann verkauft.[8]
- Das heutige Rathaus befindet sich auf dem Gelände der ehemaligen Ermita de San Martín, von der einige Bauteile inkorporiert wurden.[9]
- Der ehemalige Konvent der Klarissen mit der Kirche San Pedro entstand im Jahr 1611.